# Снятин (футбольний клуб)
«Снятин» — український футбольний клуб з м. Снятин, Коломийський район, Івано-Франківської області.
Загальні відомості
ФК Снятин — аматорський футбольний клуб із міста Снятин Івано-Франківської області. Клуб є одним із локальних символів спортивного життя району, активно бере участь у чемпіонатах області та місцевих турнірах.

## Історія
Рік заснування: 2003
Клуб був заснований на базі місцевих спортивних ініціатив, за підтримки місцевої громади, підприємців та футболістів-ентузіастів.
Спочатку команда складалась із місцевих аматорів, колишніх гравців шкільних команд і ветеранів спорту.
Основною метою було розвиток футболу на Снятинщині, а також залучення молоді до активного способу життя.

### Назви клубу
За роки існування клуб міг змінювати свою назву в залежності від спонсорів та організаційної підтримки:
2003—2008 — Покуття, Покуття‑Нептун, Снятин‑Євромодуль
2008—дотепер — знову «ФК Снятин»

### Виступи у чемпіонатах
Обласний чемпіонат Івано-Франківської області (2-га ліга) З самого початку клуб брав участь у районних і обласних змаганнях серед аматорів.
Здобув кілька призових місць, але стабільно не виходив до професійних ліг. Нещодавно взяв 1-ше місце вигравши СК Галич 2:1.

### Кубок області
Неодноразово доходив до півфіналів і фіналів обласних кубкових турнірів.

### Місцеві турніри
Клуб регулярно брав участь у святкових та дружніх турнірах, що проводились в районі.

## Стадіон
Домашній стадіон "Колос" — міський стадіон Снятина.
Стадіон також використовується для різних спортивних і культурних заходів.
Сучасний стан
Клуб продовжує функціонувати на аматорському рівні.
Основна мета — підтримка молодіжного футболу, участь у обласних змаганнях та популяризація футболу в районі. 